# ان‌ایکس ارابه‌ران
ان‌ایکس ارابه‌ران یک ستاره است که در صورت فلکی ارابه‌ران قرار دارد.